# Safter Çinar

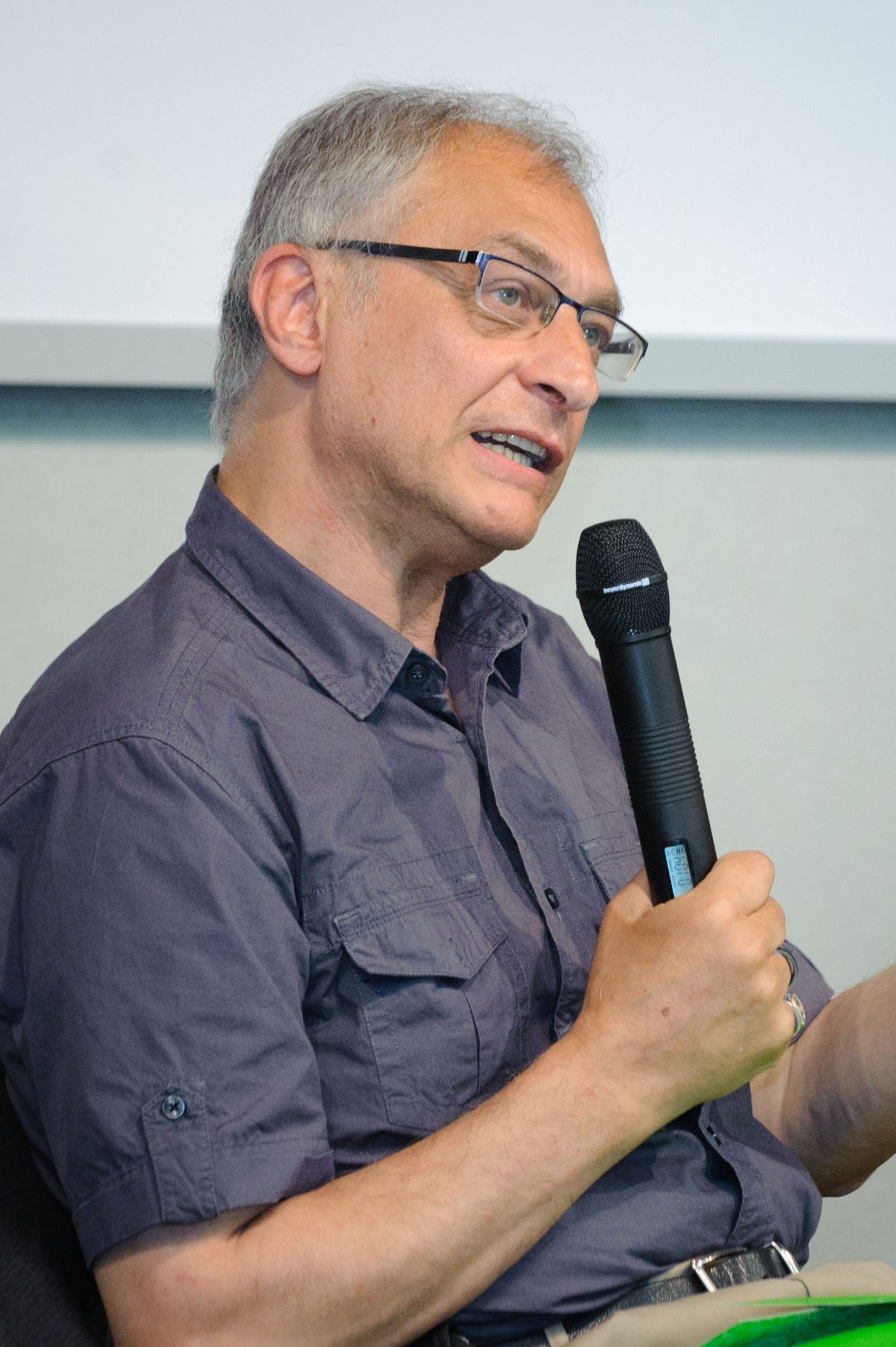
Safter Çinar (2011)

Mehmet Refik Safter Çınar (* 20. Mai 1946 in Brüssel) ist deutsch-türkischer Gewerkschafter. Er war einer der Bundesvorsitzenden der Türkischen Gemeinde in Deutschland (tgd) und Migrationsbeauftragter des Deutschen Gewerkschaftsbundes (DGB). Çınar ist Sprecher des Türkischen Bundes in Berlin Brandenburg (TBB) Er ist deutscher und türkischer Staatsbürger und lebt seit 1967 in Berlin.

## Leben
Mehmet Refik Safter Çınar ist Sohn des türkischen Hochschullehrers Tevfik Ali Çınar und dessen Frau Füsun. Er besuchte ab 1951 eine Grundschule im Istanbuler Stadtteil Nişantaşı. Ab 1956 besuchte er das Deutsche Gymnasium in Istanbul (Alman Lisesi). Nach dem Abitur begann er 1967 ein Studium der Betriebswirtschaftslehre in Berlin (West) an der Fachhochschule für Wirtschaft. 1974 heiratete er Eva Steinhäuser; sie haben zwei Töchter.

## Wirken
In den Jahren 1979 bis 1991 war Safter Çınar Mitarbeiter der Schülerberatung Neukölln beim Arbeitskreis Neue Erziehung. Von 1991 bis 2006 war er Leiter der Ausländerberatungsstelle des Deutschen Gewerkschaftsbundes (DGB), Bezirk Berlin-Brandenburg. Er ist Prüfer beim Staatlichen Prüfungsamt für Übersetzer (Deutsch/Türkisch) in Berlin.

### Gewerkschaftliche Funktionen
In den Jahren 1983 bis 1991 war Safter Çınar 2. Vorsitzender und ab 1989 Vorsitzender der Gewerkschaft Erziehung und Wissenschaft (GEW) Berlin und damit der erste türkischstämmige Gewerkschaftschef in einer deutschen Stadt. Von 1985 bis 1991 war er Mitglied des Hauptvorstandes der GEW.
In den Jahren 1987 bis 1991 war er parallel Vorsitzender des Bundesausschusses Multikulturelle Angelegenheiten der GEW. Safter Çınar war Beauftragter für Migrations- und Integrationsfragen des Deutschen Gewerkschaftsbundes (DGB) in Berlin-Brandenburg. Çınar vertrat 2003 bis 2012 den DGB im Landesbeirat für Integrations- und Migrationsfragen des Senats von Berlin und arbeitete unter anderem mit am Berliner Partizipations- und Integrationsgesetz.

### Mitarbeit in Migrantenverbänden
Safter Çınar ist Gründungsmitglied und war von Dezember 1991 (außer Juli 1999 bis Januar 2000) bis März 2011 Sprecher des Türkischen Bundes in Berlin-Brandenburg. Er ist Gründungsmitglied und war von 1996 bis 1997 Schatzmeister der Föderation Türkischer Elternvereine in Deutschland FÖTED. Er ist Gründungsmitglied und war von 1997 bis 2002 2. Vorsitzender der Türkischen Gemeinde in Deutschland (TGD) und 2002 auch Mitglied des Bundesvorstandes. Safter Çınar war von 2004 bis 2007 Vorsitzender des Türkischen Elternvereins Berlin-Brandenburg und von 1997 bis 1998 2. Vorsitzender. Er ist Mitbegründer von DOMiD – Dokumentationszentrum und Museum über die Migration in Deutschland e.V. Çınar wurde im Mai 2014 zu einem der Bundesvorsitzenden der TGD gewählt. Aus Protest gegen den ehemaligen Bundesvorsitzenden Kenan Kolat und den Umgang mit dessen Finanzgebaren innerhalb der TGD kandidierte Safter Çınar auf dem außerordentlichen Kongress im Juni 2015 nicht wieder. Momentan ist er wieder als Sprecher des Türkischen Bundes in Berlin Brandenburg tätig.

## Positionen
Çınar sprach sich 2007 entschieden gegen die das Verbot, die (türkische) Muttersprache außerhalb des Unterrichts in der Schule zu benutzen aus und sprach in diesem Zusammenhang von Diskriminierung.

## Auszeichnungen
- 2005: Bundesverdienstmedaille
- 2010: Verdienstorden des Landes Berlin